# Niger op de Olympische Zomerspelen 1972
Niger nam deel aan de Olympische Zomerspelen 1972 in München, West-Duitsland. De bokser Issaka Daborg schreef geschiedenis door voor zijn land de eerste olympische medaille ooit te winnen.

## Medailleoverzicht
| Sport  | Olympiër      | Discipline  | Medaille |
| ------ | ------------- | ----------- | -------- |
| Boksen | Issaka Dabore | -63,5kg (m) | Brons    |

## Deelnemers en resultaten

### Boksen
| Olympiër       | Discipline  | Resultaat | Prestatie |
| -------------- | ----------- | --------- | --- |
| Mayaki Seydou  | -54kg (m)   | 17e       | 1ste ronde: W van TUR Kunova: 3-2 2de ronde: V van GDR Förster: 0-5                                                                                     |
| Harouna Lago   | -57kg (m)   | 33e       | 1ste ronde: V van URS Kuznetsov: knock-out |
| Issaka Dabore  | -63,5kg (m) | Brons     | 1ste ronde: W van GHA Lawson: knock-out 2de ronde: W van KOR Park: knock-out kwartfinale: W van JPN Shinohara: 3-2 halve finale: V van BUL Angelov: 0-5 |
| Issoufou Habou | -71kg (m)   | 17e       | 1ste ronde: vrij 2de ronde: V van TUN Majeri: 0-5 |

Afghanistan · Albanië · Algerije · Amerikaanse Maagdeneilanden · Argentinië · Australië · Bahama's · Barbados · België · Bermuda · Birma · Bolivia · Bondsrepubliek Duitsland · Brazilië · Brits-Honduras · Bulgarije · Canada · Ceylon · Chili · Colombia · Congo-Brazzaville · Costa Rica · Cuba · Dahomey · Denemarken · Dominicaanse Republiek · Duitse Democratische Republiek · Ecuador · Egypte · El Salvador · Ethiopië · Fiji · Filipijnen · Finland · Frankrijk · Gabon · Ghana · Griekenland · Groot-Brittannië · Guatemala · Guyana · Haïti · Hongarije · Hongkong · Ierland · IJsland · India · Indonesië · Iran · Israël · Italië · Ivoorkust · Jamaica · Japan · Joegoslavië · Kameroen · Kenia · Khmerrepubliek · Koeweit · Lesotho · Libanon · Liberia · Liechtenstein · Luxemburg · Madagaskar · Malawi · Maleisië · Mali · Malta · Marokko · Mexico · Monaco · Mongolië · Nederland · Nederlandse Antillen · Nepal · Nicaragua · Nieuw-Zeeland · Niger · Nigeria · Noord-Korea · Noorwegen · Oeganda · Oostenrijk · Opper-Volta · Pakistan · Panama · Paraguay · Peru · Polen · Portugal · Puerto Rico · Roemenië · San Marino · Saoedi-Arabië · Senegal · Singapore · Soedan · Somalië · Sovjet-Unie · Spanje · Suriname · Swaziland · Syrië · Taiwan · Tanzania · Thailand · Togo · Trinidad en Tobago · Tsjaad · Tsjecho-Slowakije · Tunesië · Turkije · Uruguay · Venezuela · Verenigde Staten · Vietnam · Zambia · Zuid-Korea · Zweden · Zwitserland